# 戦隊ヒーロー スキヤキフォース
『戦隊ヒーロー スキヤキフォース -ぐんまの平和を願うシーズン-』は、群馬テレビにて2017年1月から6月まで放送されていた日本のテレビアニメ。5分枠放送。
「すき焼き応援県」宣言を打ち出した群馬県を応援するプロジェクトの一環として製作されている。
2018年1月から6月まで第2期『戦隊ヒーロー スキヤキフォース -ぐんまの平和を願うシーズン え、また？-』が放送。

## キャスト
- 和牛・しいたけ - 阿部翔平
- 豆腐・割下博士・キライダー - 宮崎吐夢
- ネギ - 金山寿甲
- 春菊 - 佐々木幸子
- シラタキ - 根本宗子
- 白菜 - さとうゆうすけ
- シュークリーム - がっぱい

## スタッフ
- 監督・アニメーション演出・撮影 - 斉藤亜規子
- シリーズ構成・脚本・ダイアローグ演出 - 堀雅人
- キャラクター原案 - 西見祥示郎
- コンテ・レイアウト演出 - 田中孝弘
- キャラクターデザイン・作画 - 竹内香菜子
- 色彩設計・着彩 - 高橋和歌子
- 音楽・音響デザイン - なかじまあきひろ
- プロデューサー - 荻原知子、植松充伸、中川伸一郎
- アニメーションプロデューサー - 荻原知子
- アニメーション制作 - STUDIO 4℃
- 製作著作 - 群馬テレビ、Beyond C.

## 各話リスト
| 話数   | サブタイトル                              |
| 第1期  | 第1期                                     |
| ------ | ----------------------------------------- |
| 第1話  | スキヤキフォース参上！の巻！              |
| 第2話  | キライダー、前橋にあらわる!!の巻！        |
| 第3話  | 伊香保温泉があぶない!?の巻！              |
| 第4話  | 草津温泉、危機一髪!?の巻！                |
| 第5話  | ぶんぶく茶釜を守り抜け!!の巻!             |
| 第6話  | 上毛かるたで危機一髪!?の巻！              |
| 第7話  | 恐怖のからっ風計画!?の巻！                |
| 第8話  | 真冬の赤城山決戦？の巻！                  |
| 第9話  | 必殺!?ワリバシソード！の巻！              |
| 第10話 | 高崎だるまに願いを…？の巻！               |
| 第11話 | オレはまっぴらだぜ！の巻！                |
| 第12話 | 必殺技、炸裂!?の巻！                      |
| 第13話 | 謎のフォースあらわる!?の巻！              |
| 第14話 | 星空とキライダーの巻！                    |
| 第15話 | 日本のヘソがあぶない!?の巻！              |
| 第16話 | 狙われた利根川の巻！                      |
| 第17話 | 焼きまんじゅう消滅作戦!?の巻！            |
| 第18話 | 恋のパラグライダーの巻！                  |
| 第19話 | スキヤキ細胞の行方の巻！                  |
| 第20話 | 卵に忍び寄る魔の手の巻！                  |
| 第21話 | 夏が来れば尾瀬バトル！の巻！              |
| 第22話 | 世界遺産合戦!?の巻！                      |
| 第23話 | 電気屋へ、GO!!の巻！                      |
| 第24話 | 群馬に平和を！スキヤキフォース！の巻！    |
| 第2期  |                                           |
| 第1話  | スキヤキフォース参上!!の巻！              |
| 第2話  | 帰ってきたキライダーの巻！                |
| 第3話  | 雪男あらわる!!の巻！                      |
| 第4話  | ロマネスコ シル ブ プレの巻！             |
| 第5話  | スーパーデバイス！しいたけの巻！          |
| 第6話  | 鬼押し出しで鬼ごっこの巻！                |
| 第7話  | スカイブリッジでトンチでシューの巻！      |
| 第8話  | パトロール女子会の巻！                    |
| 第9話  | 谷川岳を手に入れるぞ！の巻！              |
| 第10話 | モグラ駅を救え!!の巻！                    |
| 第11話 | 発明！高性能レーダーの巻！                |
| 第12話 | 怖い恋する乙女の巻！                      |
| 第13話 | 滝修行でシューの巻！                      |
| 第14話 | 狙われた果樹園の巻！                      |
| 第15話 | 勝負！早口言葉！！の巻！                  |
| 第16話 | バナナでドン！大作戦！！の巻！            |
| 第17話 | 猫に首ったけ！の巻！                      |
| 第18話 | ビリビリ！雷電神社の巻！                  |
| 第19話 | 吾妻峡の戦いの巻！                        |
| 第20話 | ヘビを独り占めしちゃうぞの巻！            |
| 第21話 | びっくり！魔除け！鬼瓦の巻！              |
| 第22話 | 博士の休息の巻！                          |
| 第23話 | 押してダメなら引いてみろの巻！            |
| 第24話 | わすれないで…群馬の心、スキヤキの味の巻！ |

## 放送局
| 放送期間               | 放送時間           | 放送局     | 対象地域 | 備考             |
| ---------------------- | ------------------ | ---------- | -------- | ---------------- |
| 2017年1月9日 - 6月19日 | 月曜 18:35 - 18:40 | 群馬テレビ | 群馬県   | リピート放送あり |

| 放送期間                | 放送時間           | 放送局     | 対象地域 | 備考             |
| ----------------------- | ------------------ | ---------- | -------- | ---------------- |
| 2018年1月15日 - 6月25日 | 月曜 18:35 - 18:40 | 群馬テレビ | 群馬県   | リピート放送あり |

| 配信期間        | 配信時間         | 配信サイト         | 備考                                 |
| --------------- | ---------------- | ------------------ | ------------------------------------ |
| 2017年1月17日 - | 火曜 0:56 - 1:00 | AbemaTV            | リピート配信あり                     |
| 2017年1月23日 - | 月曜 0:00 更新   | ニコニコチャンネル | 第1話無料、第2話以降放送期間限定無料 |
|                 |                  | GYAO!              | 第1話無料、最新話1週間無料           |